# Футбольна федерація Кот-д'Івуару
Футбольна федерація Кот-д'Івуару (англ. Ivorian Football Associacion, фр. Fédération Ivoirienne de Football) — організація, яка здійснює контроль та управління футболом у Кот-д'Івуарі. Розташовується в столиці Абіджані. ФФКІ заснована у 1960 році, вступила до КАФ, та вступила до ФІФА у 1964 році. 1975 року стала членом-засновником Західноафриканського футбольного союзу. Федерація організує діяльність та керує національними збірними з футболу (чоловічою, жіночою, молодіжними). Під егідою федерації проводиться чемпіонат країни та багато інших змагань.